# Pierre de Roquefeuil-Montpeyroux
Pierre de Roquefeuil-Montpeyroux est un officier de marine et membre de la famille Roquefeuil-Blanquefort. Il sert pendant la guerre d'indépendance américaine et la guerre de sept ans. Il est membre d'origine de la société des Cincinnati.

## Biographie

### Origine et famille
Pierre de Roquefeuil est né le 7 juin 1735 et grandit à Montpeyroux, dans la propriété familiale du Bousquet. Il est le fils d'Antoine de Roquefeuil, capitaine de vaisseau et de Marie de Grandseigne.  
Pierre est marié à Léonie de Lagadec le 28 avril 1783 avec qui il a deux fils : 
- Adolphe-Aymar
- Alphonce

Pierre est le frère de Pierre-Jean de Roquefeuil de La Devèze, capitaine de vaisseau qui participera à 5 combats. 

### Jeunesse et débuts dans la Marine Royale
Entré aux gardes-marines de Brest le 19 septembre 1749, à l'âge de 15 ans, Pierre de Roquefeuil embarque en 1750 sur l'Aquilon sous les ordres de son oncle Aymar-Joseph pour participer à une mission de reconnaissance.   
En 1753, il navigue sur le vaisseau de ligne de 64 canons le Bizarre puis sur l'Actif en 1754.   
Sous les ordres du capitaine Charles Claude de Ruis-Embito, Pierre de Roquefeuil embarque en 1755 sur la frégate de 30 canons la Comète chargée d'escorter un convoi à destination de la Nouvelle-France.   
Le 11 octobre 1755, Pierre de Roquefeuil est nommé enseigne de vaisseau.    

### Guerre de Sept Ans
Entre 1756 et 1763 la guerre de Sept Ans oppose principalement l'Autriche et la France contre la Grande Bretagne et la Prusse. Ce conflit se répand avec prend une dimension mondiale.        
A bord de l'Intrépide en 1756, Pierre de Roquefeuil participe aux combats et sert sous les ordres de  Guy François de Kersaint, qui a pour mission de s’emparer de tous les navires anglais de la côte de Guinée. Après cette mission réussie, l’Intrépide passe aux Antilles.       

#### Bataille du Cap Français

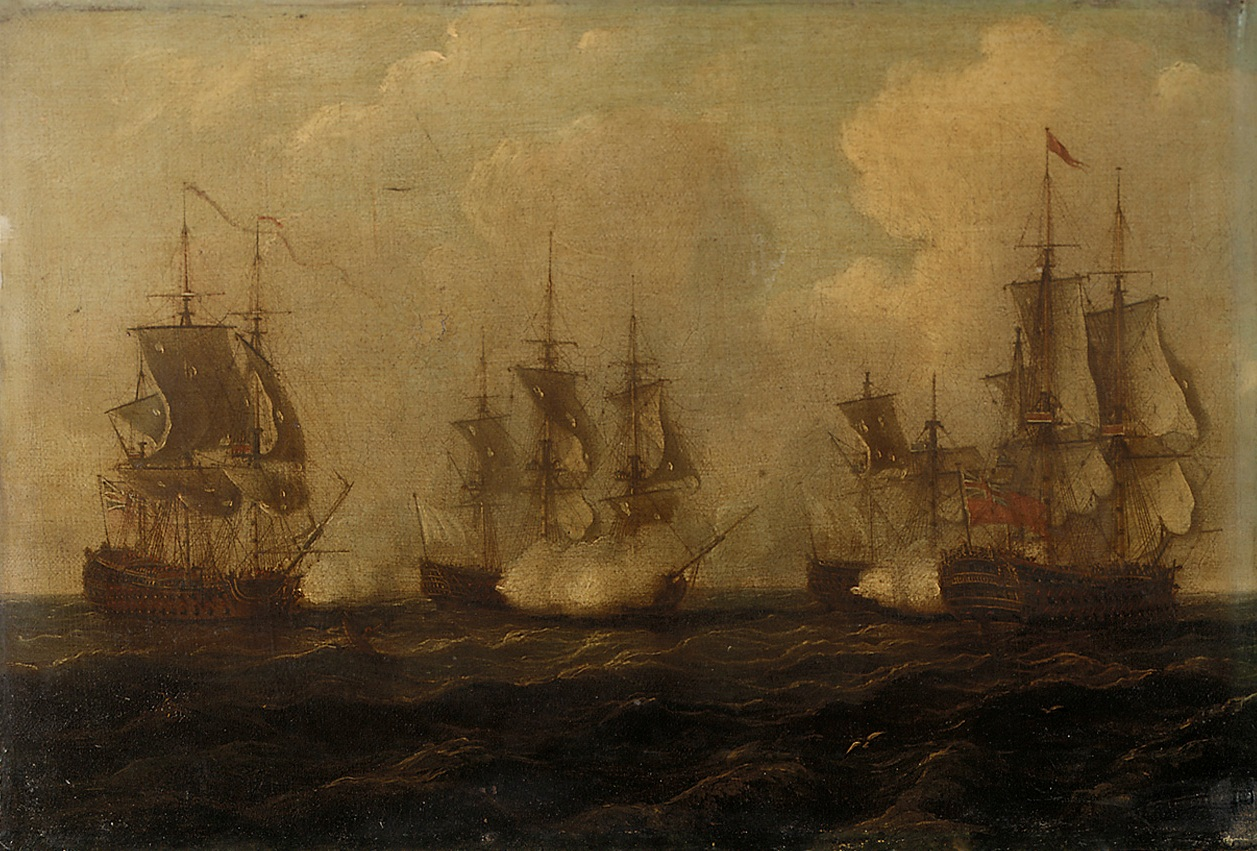
Battaille du Cap-Français (1757)

Le 21 octobre 1757, un détachement de trois vaisseaux placés sous le commandement du commodore Arthur Forrest arrive au large du Cap-Français avec pour projet d'intercepter un convoi français.        
La flotte française, sous le commandement de Guy François de Kersaint et composée de quatre vaisseaux de lignes et trois frégates, décide de porter secours au convoi marchand.        
En supériorité numérique, la flotte française parvient à protéger le convoi malgré de nombreuses pertes dues à un courage notable des forces britanniques.        
Il sert ensuite sur l'Hector en 1758, la Christine et le Zéphyr en 1761 avant d'être nommé lieutenant d'artillerie le 15 janvier 1762.       

#### Prisonnier et fin de la guerre
De nouveau en mer le 31 janvier, 1762, il assure le commandement de l'Ecureuil, corvette de 12 canons à destination de la Martinique. Il est fait prisonnier lors de la capture de son bâtiment par les Britanniques le 24 février. Il est probablement libéré à la fin de la guerre à la suite du traité de Paris
En récompense pour des services, Pierre de Roquefeuil est promu lieutenant de vaisseau le 1 er mai 1763, ce qui lui permet de commander de petits bâtiments.         

### Période de paix
Entre 1764 et 1767, il navigue à bord de l'Amphion, frégate de 50 canons avant de prendre le commandement de la gabare Le Gros Ventre. A bord du navire de, Pierre est chargé de plusieurs missions de transports de fonds. Avec ses 72 marins dont 5 officiers, il rejoindra: Cadix, Marseille, Gênes puis Amsterdam.
Le 1er mai 1772, Pierre de Roquefeuil est nommé Aide Major de Marine au régiment de Bordeaux, régiment créé le 18 février de la même année, pour le service de la flotte et des ports.
En 1773, il sert sur l'Aurore et est fait chevalier de l'Ordre de Saint Louis ,
En 1775, il est nommé capitaine d'une compagnie de fusiliers peu de temps avant l'entrée en guerre de la France contre le Royaume-Uni durant la guerre d'indépendance des États-Unis. 

### Guerre d'indépendance des États-Unis
Le 4 avril 1777, il est promu au grade de capitaine de vaisseau et reçoit le commandement de la frégate l'Oiseau armée de 32 canons , . Il sert dans l'escadre de Louis-Charles de Besné, comte du Chaffault . 

#### Bataille d'Ouessant

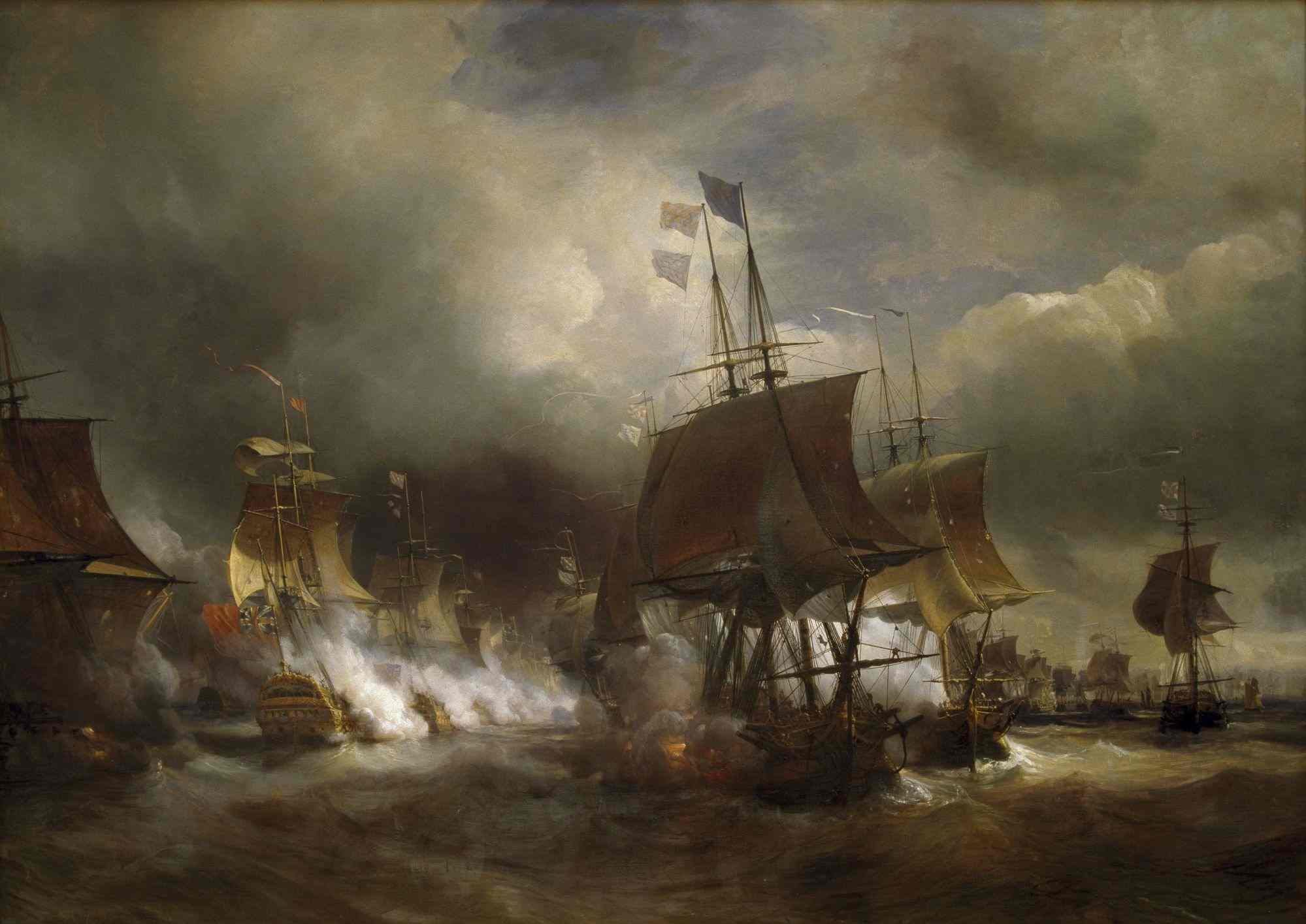
Bataille d'Ouessant (1778)

En 1778, Pierre de Roquefeuil est capitaine de pavillon sur le Saint-Esprit un vaisseau de ligne de deuxième rang portant 80 canons sur deux ponts .  
Pierre de Roquefeuil fait alors partie de l'armée navale du lieutenant général d'Orvilliers alors composée de trois escadres. Il est placé sous le commandement du duc de Chartres, futur Philippe Egalité, lui-même conseillé par Lamotte-Picquet,,.  
Après avoir aperçu la flotte de l'amiral Keppel le 23 juillet, l'armée française engage le combat le 27 juillet. Durant la bataille, 407 britanniques meurent et 789 sont blessés avant que l'ordre soit donné de quitter le champ de bataille. Les français, victorieux, regagnent Brest, comptant 163 morts, 517 blessés.  
À la suite de cette bataille, Pierre de Roquefeuil reçoit en 1779 le commandement de la frégate la Renommée, avec laquelle il fait deux prises aux anglais. Il passe ensuite sur le Zodiaque, un vaisseau de 74 canons .

#### Bataille de Saint Christophe

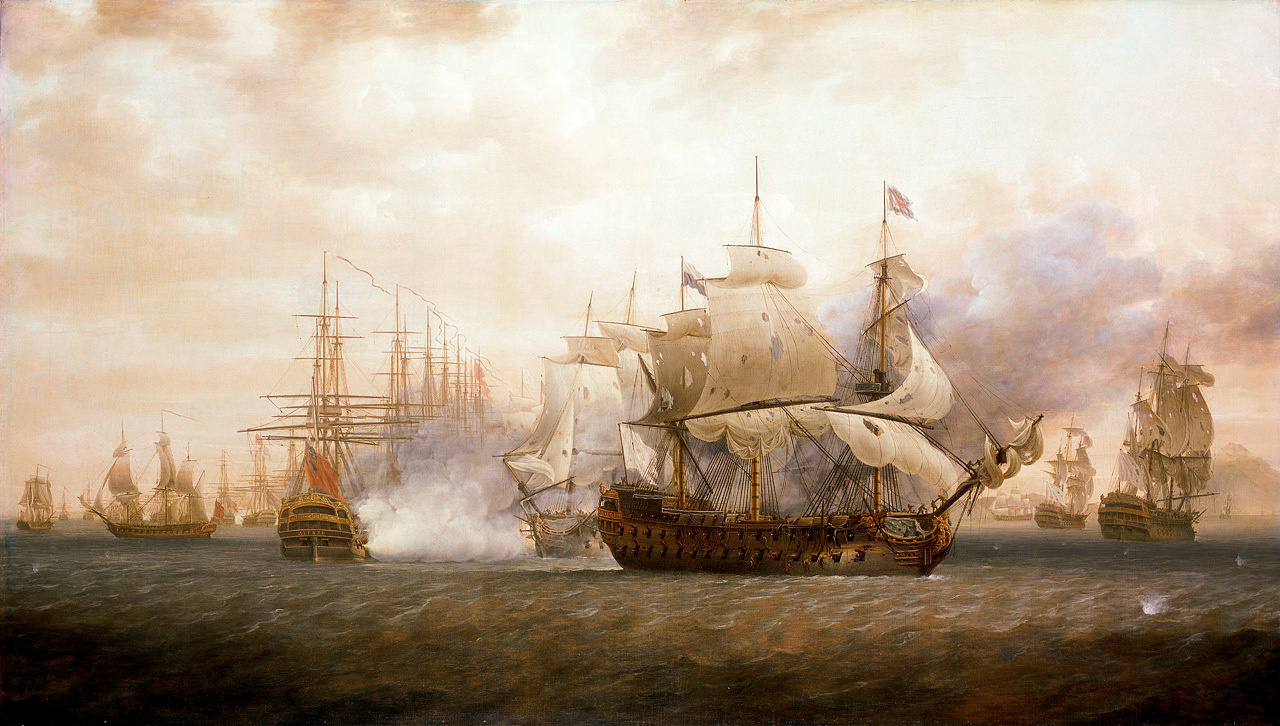
Bataille de Saint Christophe (1782)

En 1781, Pierre de Roquefeuil prend le commandement du Dauphin Royal de 74 canons avec lequel participe à la bataille de Saint Christophe en janvier 1782 
En début d'année 1782, l'amiral de Grasse, fait voile sur la Guadeloupe pour attaquer les îles britanniques de Saint-Christophe et Niévès. Retranchés dans la forteresse de Brimstone Hill, les forces du général Fraser laissent les hommes du général de Bouillé débarquer. Le siège de la place forte débute le 19 janvier avec le soutien de la marine française. 
Le 24 janvier, la flotte de vingt-deux bâtiments du contre-amiral Hood venue soutenir les assiégés est aperçue au large de Niévès. Rapidement, les marins du comte de Grasse dont Pierre de Roquefeuil, tentent de les intercepter mais de mauvais vents ne permettent pas d'empêcher le débarquement des renforts britanniques du général Prescott. 
Le 26 janvier, débute alors une violente bataille durant laquelle les Français attaquent les navires britanniques au mouillage. Pendant ces affrontements qui durent toute une journée, les Français perdent 107 hommes et comptent 207 blessés à déplorer, les Britanniques déplorent 72 tués et 244 blessés. Malgré leurs efforts, les Britanniques ne réussissent pas à résister aux assauts successifs des troupes françaises et la place forte tombe le 12 février 1782. 
Le 14 février, les navires du contre-amiral Hood se replient pour rejoindre la flotte de l'amiral Rodney.

#### Bataille des Saintes

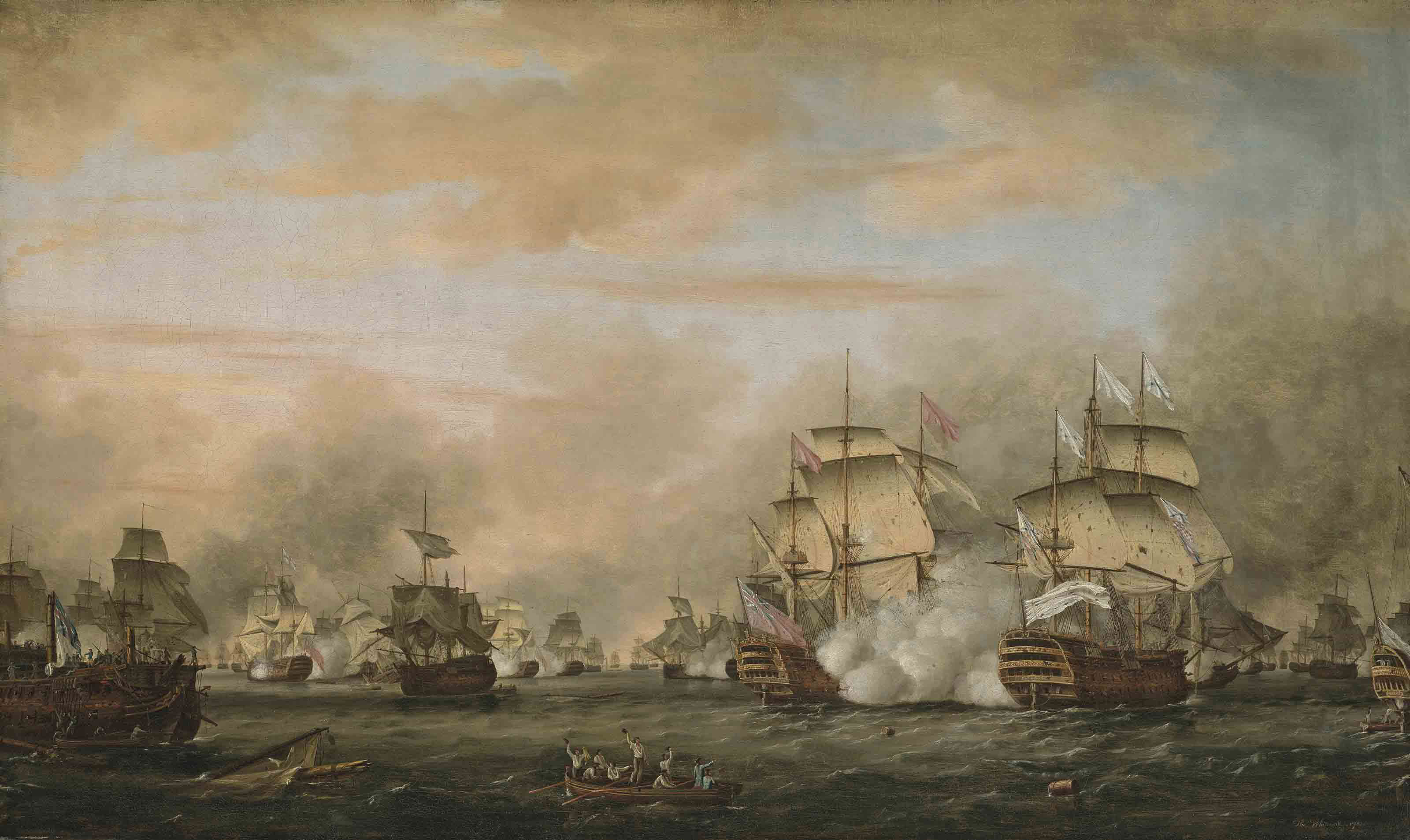
Bataille de Saintes (1782)

En 1781, toujours à bord du Dauphin Royal, Pierre de Roquefeuil participe à la bataille des Saintes le 12 avril 1782. 
Le 7 avril 1782, le comte de Grasse quitte la Martinique avec 35 navires de ligne, et un grand convoi de 150 navires de transport pour prendre la Jamaïque aux britanniques. Il est alors poursuivi par la flotte anglaise composée de 36 vaisseaux et commandée par les amiraux George Brydges Rodney et Samuel Hood qui les rattrapent.  
Le 9 avril, ordre est donné au convoi de se réfugier en Guadeloupe et aux navires de guerre de se mettre en ordre de bataille pour couvrir leur retraite. Les deux flottes se font alors face près de l'île de la Dominique.  
Le 12 avril, après quelques combats, l'amiral britannique Rodney attaque les 30 vaisseaux français avec ses 36 navires. La flotte française se retrouve rapidement prise en tenaille et doit battre en retraite, le comte de Grasse est fait prisonnier.  

#### Fin de carrière
En 1783, rejoint la société des Cincinnati en tant que membre d'origine.  
Pierre de Roquefeuil-Montpeyroux se retire le 8 février 1786 avec le grade de Brigadier des armées navales (équivalent au grade de général de brigade) pour raison médicale,.